# Nvi
nvi(new vi)는 기존 버클리 텍스트 편집기인 ex/vi를 재구현한 것으로, BSD와 이후 유닉스 시스템에 배포되었다. 원래는 제4차 버클리 소프트웨어 배포판(4BSD)의 일부로 배포되었다.
AT&T와 캘리포니아 대학교 버클리 캠퍼스 컴퓨터 시스템 연구 그룹(CSRG) 간의 라이선스 분쟁으로 인해 CSRG는 BSD 소스 코드의 모든 유닉스 기반 부분을 새롭고 제약 없는 코드로 대체해야 했다. 원래 vi는 UC 버클리에서 개발되었음에도 불구하고, nvi는 재작성된 여러 구성 요소 중 하나였다. AT&T는 해당 라이선스에 대해 법적 권리를 가지고 있었다.

## 같이 보기
- Vim
- Vi